# 蔡麗貞
蔡麗貞（英語：Annie Choi Lai Ching，1964年11月1日—），香港女歌手，1970年代著名香港童星。1972年參加TVB《聲寶之夜》歌唱比賽，其中一集憑《郊道》成為最年幼的冠軍，並在總決賽憑《天涯客》取得亞軍，敗給唱《愛情的代價》的林建欽，同年主唱TVB電視劇主題曲《春暉》，1973年與另一位童星狄琪於有聲唱片灌錄第一張唱片《春暉》，1974年於永恆唱片灌錄個人專輯《萬事如意》及《大鄉里出城》，1978年於文志唱片灌錄兒歌大碟《青蛙仔學跳水》，亦是其最後個人唱片。
蔡麗貞曾與莊文清擔任TVB兒童節目《齊齊玩》主持人，參與電視劇有《大報復》（1977）、電影《老虎煞星》（1973，又名《猛虎鬥肥龍》）、《酒吧女郎》（1975）及《老夫子》（1975）之演出。於1970年代後期，因升讀中學而淡出娛樂圈。

## 歌曲
- 蔡麗貞大戰精武門 1974
- 春暉 1973 - 無線電視劇《春暉》主題曲
- 賣報歌  1973
- 可愛的家庭 (Home, Sweet Home) 1973
- 恭喜恭喜  1973
- 單眼妹開麵檔 1974
- 功夫 1974
- 小木馬 1974
- 傷心淚 1974
- 猛龍過江 1974
- 唐山大兄 1974
- 萬事如意 1974
- 新春樂 (I'd Like To Teach The World To Sing) 1974
- 花開滿園 (Beautiful Sunday) 1974
- 明星之歌 - 蔡麗貞 / 舞場阿福 - 鄭錦昌 / 鬼馬雙星 - 張慧 (1974年)
- 賭仔自嘆 - 鄭錦昌 / 冇水點情重 - 張慧 / 老子有錢 - 蔡麗貞 (1974年)
- 小飛俠 Peter Pan 1976
- 河邊一隻馬騮仔 1978
- 飄零燕 主題曲 1977
- 百厭仔唔肯吔飯（1978年）
- 婚禮（Mendelssohn／Wagner）1978
- 塘鵝學表演（藍色多瑙河The Blue Danube）1978
- Happy Birthday 生辰快樂歌 1978
- 媽媽我知錯（原編曲為 情熱の季節 安倍律子）1978

## 電影
- 1973年 《老虎煞星》
- 1975年 《酒吧女郎》
- 1975年 《老夫子》
- 1977年 《猛虎鬥肥龍》(國語電影, 即《老虎煞星》易名重影)

## 電視劇
- 1974年 香港電台《獅子山下：亞珠》 飾 亞珠
- 1976年 無綫電視《狂潮》 飾 阿二
- 1977年 無綫電視《大報復》 飾 歌女
- 1978年 無綫電視《幻海奇情：修車仔》 飾 夜校女學生